# Science-Fiction-Jahr 1970
Übersicht

◄◄ | ◄ | 1966 | 1967 | 1968 | 1969 | Science-Fiction-Jahr 1970 | 1971 | 1972 | 1973 | 1974 | ► | ►►

Weitere Ereignisse